# Bătălia de la Ramillies
Bătălia de la Ramillies a fost o confruntare armată importantă în timpul Războiului Succesiunii Spaniole. A avut loc la 23 mai 1706, finalizându-se cu un succes răsunător al forțelor aliate ale Republicii Țărilor de Jos, Regatului Angliei și vasalilor lor, deși bătălia a urmat unui șir de campanii neconvingătoare în anul 1705, când încrederea excesivă a aliaților în puterile proprii și atitudinea indecisă a olandezilor după succesul lor din bătălia de la Blenheim au condus la o campanie mai puțin reușită de-a lungul râului Mosela, forțându-l pe Ducele de Marlborough să abandoneze planurile de a cotropi Franța.
În ciuda incapacității forțelor aliate de a obține o victorie decisivă, Ludovic al XIV-lea era dispus să accepte pacea, dar în termeni rezonabili pentru Franța. Astfel, a cerut armatei sale să adopte o tactică ofensivă pe toate fronturile, în loc să stea în defensivă.
Anul 1706 a început bine pentru generalii lui Ludovic al XIV-lea, care au repurtat succese timpurii în Italia și Alsacia, unde mareșalul de Villars l-a silit pe margravul de Baden să se retragă peste Rin. Ludovic al XIV-lea îl presa acum pe Mareșalul de Villeroi să îl caute pe Marlborough și să-i oblige pe Aliați la o confruntare în Țările de Jos Spaniole. În consecință, mareșalul francez a pornit spre Leuven (Louvain) în fruntea a 60.000 de oameni, mărșăluind în mod provocator către Zoutleeuw (Léau). Marlborough, de asemenea hotărât să se angajeze într-o confruntare majoră, și-a strâns forțele – circa 62.000 de oameni – lângă Maastricht, înainte de a avansa către râul Mehaigne și câmpia Ramillies unde francezii, în așteptarea bătăliei, își formaseră deja liniile.

#### Principale
- La Colonie, Jean Martin de. The Chronicles of an Old Campaigner, (trans. W. C. Horsley), (1904)
- Goslinga, S. van (1857) Mémoires relatifs à la Guerre de succession de 1706-1709 et 1711, de Sicco van Goslinga, publiés par mm. U. A. Evertsz et G. H. M. Delprat, au nom de la Société d’histoire, d’archéologie et de linquistique de Frise, (Published by G.T.N. Suringar, 1857)
- Saint-Simon. Memoirs, vol i. Prion Books Ltd., (1999). ISBN 1-85375-352-1

#### Secundare
- Barnett, Correlli. Marlborough. Wordsworth Editions Limited, (1999). ISBN 1-84022-200-X
- Chandler, David G. A Guide to the Battlefields of Europe. Wordsworth Editions Limited, (1998). ISBN 1-85326-694-9
- Chandler, David G. Marlborough as Military Commander. Spellmount Ltd, (2003). ISBN 1-86227-195-X
- Reginald De Schryver, 'Who had sovereignty in the southern Netherlands during the war of the Spanish Succession (1700-1715)?' in: Recht en instellingen in de oude Nederlanden tijdens de middeleeuwen en de Nieuwe Tijd. Liber Amicorum Jan Buntinx, Leuven, (1981), pp. 488–489.
- Dupuy, R. E & Dupuy, T. N. The Collins Encyclopaedia of Military History 4th ed. HarperCollins Publishers, (1995). ISBN 0-06-270056-1
- Falkner, James. Ramillies 1706: Year of Miracles. Pen & Sword Books Ltd, (2006). ISBN 1-84415-379-7
- Gregg, Edward. Queen Anne. Yale University Press, (2001). ISBN 0-300-09024-2
- Lynn, John A. The Wars of Louis XIV, 1667–1714. Longman, (1999). ISBN 0-582-05629-2
- Trevelyan, G. M. England Under Queen Anne: Ramillies and the Union with Scotland. Longmans, Green and co., (1932)

## Legături externe
- en Bătălia de la Ramillies Arhivat în 9 iunie 2007, la Wayback Machine.